# 1976 en architecture
| Années de l'architecture : 1973 - 1974 - 1975 - 1976 - 1977 - 1978 - 1979    |
| Décennies de l'architecture : 1940 - 1950 - 1960 - 1970 - 1980 - 1990 - 2000 |

Cet article présente les faits marquants de l'année 1976 en architecture.

## Réalisations
- Maison Azuma, maison de Tadao Ando à Osaka, dans le quartier de Sumiyoshi. Cette maison est construite sur un terrain en bande, d'environ 15 m sur 3. Elle est caractérisée par des murs extérieurs entièrement aveugles, et par un patio en son centre, qui donne la lumière nécessaire.

## Récompenses
- Grand prix national de l'architecture : Roger Taillibert.

## Naissances
- Antonio Pio Saracino, architecte et designer italien

## Décès
- 11 mars : Boris Iofane (° 28 avril 1891).
- 11 mai : Alvar Aalto (° 3 février 1898).
- 31 octobre : Eileen Gray (° 9 août 1878).